# Shadyside
Shadyside ist ein Village am Ohio River in Belmont County (Ohio) in den Vereinigten Staaten. Shadyside gehört zum Wheeling (West Virginia)-Metropolbereich. Die Bevölkerungszahl bei der Volkszählung von 2000 war 3675. In Shadyside befinden sich eine Highschool (Shadyside High School) sowie die Leona Avenue Middle School und die Grundschule Jefferson Elementary.
Nahe Shadyside am Flusslauf des Ohio River befindet sich das kohle- und ölgefeuerte 400 MW-Kraftwerk R. E. Burger Plant der Ohio Edison. Seit 1998 wird dort die elektrokatalytische Oxidation (ECO) zur Verringerung des Ausstoßes an Schwefel- und Stickoxiden als Pilotverfahren getestet.

## Geschichte
Am 14. Juni 1990 fielen bei einem heftigen Gewittersturm binnen einer guten Stunde mehr als 12 cm Regen auf den bereits wassergesättigten Boden um die Bäche Pipe und Wegee oberhalb von Shadyside. Die Bäche traten daraufhin bis zu 9 m über Normalnull und erzeugten eine Sturzflut, wobei in Shadyside 24 Menschen ertranken.

## Persönlichkeiten
- Donald Fleming (1937–1963), American-Football-Spieler (Spielposition Defensive Back), erst im College-Football für die University of Florida und dann als Pro für die Cleveland Browns
- Ed Coukart, NFL-Schiedsrichter